# 보르네오잎원숭이
보르네오잎원숭이 또는 호세랑구르 (Presbytis hosei)는 긴꼬리원숭이과에 속하는 영장류의 일종이다. 브루나이, 칼리만탄(인도네시아), 동말레이시아를 포함한 보르네오섬이 원산지이다. 자연 서식지는 아열대 또는 열대 건조 기후의 숲이다. 서식지 감소에 의해 멸종될 위험에 처해 있다.

## 아종
- 호세회색랑구르 (P. h. hosei)
- 에버레트회색랑구르 (P. h. everetti)